# Iogen Corporation
Iogen Corporation est une entreprise canadienne dont le siège social se situe à Ottawa en Ontario. Iogen développe notamment des procédés de synthèse  de bioéthanol (éthanol) à partir de déchets agricoles. Ils produisent également des enzymes pour les industries papetières et textiles. Par exemple, pour l'industrie papetière, ces enzymes permettent un meilleur et moins polluant blanchissement de la pulpe à papier. L'entreprise a été créée en 1974.
Elle est aujourd'hui propriétaire de la seule installation d'envergure au monde permettant de convertir la biomasse en éthanol. L'usine peut traiter jusqu'à 40 tonnes de paille de blé chaque jour. Elle utilise des enzymes produites par une installation de fermentation adjacente appartenant elle aussi à Iogen et fonctionne 24h/24, 7 jours sur 7.
À moyen terme, l'objectif d'Iogen est de vendre des licences de ce procédé de production pour développer le recours massif au bio-éthanol. Dans cette perspective, les revenus d'Iogen proviendrait de la vente des licences et de la fourniture des enzymes indispensables à la production. À l'heure actuelle, les dépenses consenties par Iogen Corporation pour le développement de ce nouveau procédé dépassent probablement déjà les 110 millions de dollars. Iogen Corp. a des partenariats avec plusieurs compagnies pétrolières d'envergure dont Petro-Canada et Royal Dutch/Shell.
L'effectif salarié d'Iogen s'élève à près de 170 personnes et est en constante augmentation. Plus de la moitié des employés effectuent un travail en recherche et développement. Un cinquième seulement des employés sont affectés à des tâches de production. Cette organisation est rendue possible par la haute automatisation des installations de production d'Iogen. 

## Conversion de la biomasse en éthanol[2]
On décrira ici brièvement le procédé de conversion utilisé et mis au point par Iogen Corporation tel qu'il est utilisé fin 2005.
Voici un schéma descriptif de l'ensemble du procédé :

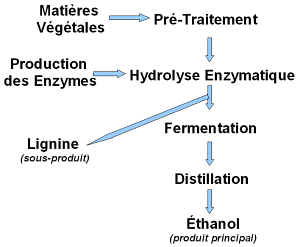
Procédé de Conversion Iogem Corp.

### Prétraitement
La première étape dans la conversion de la biomasse en éthanol est un prétraitement pour rendre la matière végétale plus facilement attaquable par les enzymes au cours des étapes suivantes. Sans cette étape, les étapes suivantes ne sauraient être économiquement rentables. L'efficacité de ce prétraitement dépend grandement des rebus végétaux utilisés. Les bois tendres comme le pin ne sauraient par exemple constituer une bonne matière première pour le procédé sous sa forme actuelle. Leur utilisation, potentiellement intéressante, réclamerait des modifications importantes du procédé de prétraitement.

### Étape d'hydrolyse
Cette étape dure 7 jours, elle est séparée de l'étape de fermentation. Le milieu est aéré, la température égale à 50 °C et le [pH] voisin de 5. Les cinétiques gouvernant cette étape sont complexes et hautement non-linéaires. Le but de cette étape est de découper la cellulose, qui est un polymère du glucose, en sucres plus simples comme le saccharose, qui pourra être transformé en alcool par l'action des levures.

### Étape de fermentation
De nombreuses souches de levures sont disponibles pour l'obtention d'éthanol. Iogen Corporation utilise une levure initialement développée à l'Université Purdue : la levure Saccharomyces 1400(LNH-ST).

### Filtration et distillation
Après l'étape de fermentation, le produit obtenu pourrait être comparé à une bière légère. L'étape de filtration et distillation permet de récupérer de l'éthanol hautement purifié de cette bière. Finalement, 1 500 litres d'éthanol purifié sont obtenus chaque jour.

### Procédés annexes

#### Utilisation du principal sous-produit:lignine
Malgré de nombreux essais infructueux, il n'y a à ce jour aucune application pour ce sous-produit. Il est donc brûlé au sein même de l'usine et fournit largement l'énergie nécessaire au fonctionnement de l'ensemble de l'installation.

## Utilisation de l'éthanol
Le bio-éthanol produit est principalement vendu à Petro-Canada et transporté à la raffinerie de Montréal pour y être mélangé à des essences sans plomb. Il peut généralement être mélangé au carburant sans dommage pour les moteurs récents jusqu'à concurrence de près de 10 %. Une partie de l'éthanol produit par Iogen Corporation sert directement de carburant à des flottes de véhicules adaptés.